# The Game Awards 2018
I The Game Awards 2018 si sono svolti presso il Microsoft Theater, a Los Angeles, il 7 dicembre 2018. L'evento è stato trasmesso in streaming su diversi siti di video sharing. L'evento è stato presentato dal giornalista canadese Geoff Keighley. L'evento ha visto un'impennata dell'audience a oltre 26 milioni di spettatori, superando così di un netto 126% i risultati ottenuti con la quarta edizione della cerimonia.

## Candidati e vincitori
Le candidature sono state rivelate il 13 novembre 2018. I fan hanno avuto la possibilità di votare, dal 13 novembre al 6 dicembre 2018, sul sito ufficiale e attraverso varie piattaforme come Discord, Amazon Alexa, Google Assistant, Twitter, Facebook Messenger e Bilibili.

### Videogiochi
| Videogioco dell'anno | Miglior direzione videoludica |
| --- | --- |
| - God of War – SIE Santa Monica/Sony Interactive Entertainment - Celeste – Maddy Makes Games - Marvel's Spider-Man – Insomniac Games/Sony Interactive Entertainment - Monster Hunter: World – Capcom - Red Dead Redemption 2 – Rockstar Games - Assassin's Creed Odyssey - Ubisoft | - God of War – SIE Santa Monica Studio/Sony Interactive Entertainment - A Way Out – Hazelight Studios/Electronic Arts - Detroit: Become Human – Quantic Dream/Sony Interactive Entertainment - Marvel's Spider-Man – Insomniac Games/Sony Interactive Entertainment - Red Dead Redemption 2 – Rockstar Games                                                    |
| Best Ongoing Game | Miglior narrativa |
| - Fortnite – Epic Games - Destiny 2: I Rinnegati – Bungie/Activision - No Man’s Sky – Hello Games - Overwatch – Blizzard Entertainment - Tom Clancy's Rainbow Six Siege – Ubisoft Montreal/Ubisoft                                                                                 | - Red Dead Redemption 2 – Rockstar Games - Detroit: Become Human – Quantic Dream/Sony Interactive Entertainment - God of War – SIE Santa Monica Studio/Sony Interactive Entertainment - Life Is Strange 2 – Dontnod Entertainment/Square Enix - Marvel's Spider-Man – Insomniac Games/Sony Interactive Entertainment                                            |
| Miglior direzione artistica | Miglior colonna sonora |
| - Return of the Obra Dinn – 3909 LLC - Assassin's Creed Odyssey – Ubisoft Quebec - God of War – SIE Santa Monica Studio/Sony Interactive Entertainment - Red Dead Redemption 2 – Rockstar Games - Octopath Traveler – Square Enix/Acquire/Nintendo                                 | - Red Dead Redemption 2 – Woody Jackson - Celeste – Lena Raine - God of War – Bear McCreary - Marvel's Spider-Man – John Paesano - Ni no kuni II: Il destino di un regno – Joe Hisaishi - Octopath Traveler – Yasunori Nishiki |
| Miglior montaggio sonoro | Miglior interpretazione |
| - Red Dead Redemption 2 – Rockstar Games - Call of Duty: Black Ops 4 – Treyarch - Forza Horizon 4 – Playground Games - God of War – SIE Santa Monica Studio/Sony Interactive Entertainment - Marvel's Spider-Man – Insomniac Games/Sony Interactive Entertainment                  | - Roger Clark (attore) interprete di "Arthur Morgan" – in Red Dead Redemption 2 - Bryan Dechart interprete di "Connor" – in Detroit: Become Human - Christopher Judge interprete di "Kratos" – in God of War - Melissanthi Mahut interprete di "Kassandra" – in Assassin's Creed Odyssey - Yuri Lowenthal interprete dell'"Uomo Ragno" – in Marvel's Spider-Man |
| Games for Impact | Miglior videogioco indipendente |
| - Celeste – Matt Makes Games - 11-11 Memories Retold – Digixart/Aardman Animations/Bandai Namco Entertainment - Florence – Mountains - Life Is Strange 2 – Dontnod Entertainment/Square Enix - The Missing: J.J. Macfield and the Island of Memories – White Owls/Arc System Works | - Celeste – Matt Makes Games - Dead Cells – Motion Twin - Into the Breach – Subset Games - Return of the Obra Dinn – 3909 LLC - The Messenger – Sabotage Studio |
| Miglior videogioco mobile | Miglior videogioco VR/AR |
| - Florence – Mountains - Donut County – Ben Esposito/Annapurna Interactive - Fortnite – Epic Games - PUBG Mobile – Lightspeed & Quantum/Tencent Games - Reigns: Game of Thrones – Nerial/Devolver Digital                                                                          | - Astro Bot Rescue Mission – SIE Japan Studio/Sony Interactive Entertainment - Beat Saber – Beat Games - Firewall: Zero Hour – First Contact Entertainment/Sony Interactive Entertainment - Moss – Polyarc Games - Tetris Effect – Resonair/Enhance, Inc. |
| Miglior videogioco d'azione | Miglior videogioco d'avventura dinamica |
| - Dead Cells – Motion Twin - Call of Duty: Black Ops 4 – Treyarch/Activision - Destiny 2: I Rinnegati– Bungie/Activision - Far Cry 5 – Ubisoft Montreal/Ubisoft - Mega Man 11 – Capcom                                                                                             | - God of War – SIE Santa Monica Studio/Sony Interactive Entertainment - Assassin's Creed Odyssey – Ubisoft Quebec/Ubisoft - Marvel's Spider-Man – Insomniac Games/Sony Interactive Entertainment - Red Dead Redemption 2 – Rockstar Games - Shadow of the Tomb Raider – Eidos Montréal/Square Enix                                                              |
| Miglior videogioco di ruolo | Miglior videogioco picchiaduro |
| - Monster Hunter: World – Capcom - Dragon Quest XI – Square Enix - Ni no kuni II: Il destino di un regno – Level-5/Bandai Namco Entertainment - Octopath Traveler – Square Enix/Acquire/Nintendo - Pillars of Eternity II: Deadfire – Obsidian Entertainment                       | - Dragon Ball FighterZ – Arc System Works/Bandai Namco Entertainment - BlazBlue: Cross Tag Battle – Arc System Works - Soulcalibur VI – Bandai Namco Entertainment - Street Fighter V: Arcade Edition – Capcom |
| Miglior videogioco per famiglie | Miglior videogioco strategico |
| - Overcooked 2 – Ghost Town Games/Team17 - Mario Tennis Aces – Camelot Software Planning/Nintendo - Nintendo Labo – Nintendo - Starlink: Battle for Atlas – Ubisoft Toronto/Ubisoft - Super Mario Party – NDcube/Nintendo                                                          | - Into the Breach – Subset Games - The Banner Saga 3 – Stoic Studio/Versus Evil - BattleTech – Harebrained Schemes/Paradox Interactive - Frostpunk – 11 bit studios - Valkyria Chronicles 4 – SEGA |
| Miglior videogioco sportivo/simulatore di guida | Miglior videogioco multigiocatore |
| - Forza Horizon 4 – Playground Games/Microsoft Studios - FIFA 19 – EA Vancouver/EA Sports - Mario Tennis Aces – Camelot Software Planning/Nintendo - NBA 2K19 – Visual Concepts/2K Sports - Pro Evolution Soccer 2019 – PES Productions/Konami                                     | - Fortnite – Epic Games - Call of Duty: Black Ops 4 – Treyarch/Activision - Destiny 2: I Rinnegati – Bungie/Activision - Monster Hunter: World – Capcom - Sea of Thieves – Rare/Microsoft Studios |
| Miglior videogioco sviluppato da studenti | Miglior videogioco indie al debutto |
| - Combat 2018 – Inland Norway University of Applied Sciences - Dash Quasar – UC Santa Cruz - JERA – DigiPen Bilbao, Spagna - LIFF – ISTART Digital, Francia - RE: Charge – MIT | - The Messenger – Sabotage Studio - Donut County – Ben Esposito/Annapurna Interactive - Florence – Mountains - Moss – Polyarc Games - Yoku's Island Express – Villa Gorilla |

### eSports/altri
| Miglior videogioco di sport elettronici | Miglior giocatore di sport elettronici |
| --- | --- |
| - Overwatch – Blizzard Entertainment - Counter-Strike: Global Offensive – Valve Corporation - Dota 2 – Valve Corporation - Fortnite – Epic Games - League of Legends – Riot Games | - Dominique "SonicFox" McLean (Echo Fox) - Hajime "Tokido" Taniguchi (Echo Fox) - Jian "Uzi" Zi-Hao (Royal Never Give Up) - Oleksandr "s1mple" Kostyliev (Natus Vincere) - Sung-hygeon "JJoNak" Bang (New York Excelsior) |
| Miglior squadra di sport elettronici | Miglior allenatore di sport elettronici |
| - Cloud9 (League of Legends) - Astralis (Counter-Strike: Global Offensive) - Fnatic (League of Legends) - London Spitfire (Overwatch) - OG (Dota 2) | - Bok "Reapered" Han-gyu (Cloud9) - Christian "ppasarel" Banaseanu (OG) - Danny "zonic" Sorensen (Astralis) - Dylan Falco (Fnatic) - Jakob "YamatoCannon" Mebdi (Team Vitality) - Janko "YNk" Paunovic (MiBR)             |
| Miglior evento di sport elettronici | Miglior host di sport elettronici |
| - 2018 League of Legends World Championship - ELEAGUE Major: Boston 2018 - Evo 2018 - Overwatch League Grand Finals - The International 2018 | - Eefje "Sjokz" Depoortere - Alex "Goldenboy" Mendez - Alex "Machine" Richardson - Anders Blume - Paul "Redeye" Chaloner                                                                                                  |
| Miglior momento per gli sport elettronici | Miglior creatore di contenuti dell'anno |
| - Cloud9 comeback win in triple OT vs Faze (ELEAGUE Major: Boston 2018) - G2 beating RNG (League of Legends World Championship) - KT vs IG base race (League of Legends World Championship) - OG's massive upset of LGD (The International 2018) - SonicFox side switch against Go1 (Dragon Ball FighterZ) | - Ninja - Dr. Lupo - Myth - Pokimane - Willyrex |

### Premio onorario
| Icona dell'industria            |
| ------------------------------- |
| - Greg Thomas (Visual Concepts) |

## Videogiochi con più candidature e premi
| Candidature | Videogioco                            |
| ----------- | ------------------------------------- |
| 8           | God of War                            |
| 8           | Red Dead Redemption 2                 |
| 7           | Marvel's Spider-Man                   |
| 4           | Celeste                               |
| 4           | Assassin's Creed Odyssey              |
| 3           | Call of Duty: Black Ops 4             |
| 3           | Destiny 2                             |
| 3           | Detroit: Become Human                 |
| 3           | Florence                              |
| 3           | Fortnite                              |
| 3           | Monster Hunter: World                 |
| 3           | Octopath Traveler                     |
| 2           | Dead Cells                            |
| 2           | Forza Horizon 4                       |
| 2           | Into the Breach                       |
| 2           | Life Is Strange 2                     |
| 2           | The Messenger                         |
| 2           | Moss                                  |
| 2           | Ni no kuni II: Il destino di un regno |
| 2           | Return of the Obra Dinn               |

| Premi | Videogioco            |
| ----- | --------------------- |
| 4     | Red Dead Redemption 2 |
| 3     | God of War            |
| 2     | Celeste               |
| 2     | Fortnite              |

### Esplicative
1. ↑  Per "Best Ongoing Game" si intende quei videogiochi che, a distanza di anni, continuano ad avere una attiva e affezionata comunità virtuale di videogiocatori, grazie all'offerta di nuovi contenuti nel corso del tempo.

1. ↑  Per "Games for Impact" si intende quei videogiochi dall'alto impatto emotivo o tematico, così da coinvolgere questioni legate alla società e al di fuori del medium videoludico.

### Fonti
1. ↑  (EN) The Game Awards doubles viewership to 26 million livestreams, su Venture Beat, 12 dicembre 2018. URL consultato l'11 giugno 2019 (archiviato dall'url originale il 12 dicembre 2018).
2. ↑  (EN) Brian Crecente, ‘God of War,’ ‘Red Dead Redemption II’ Tie For Most Game Awards Noms, in Variety, 13 novembre 2018. URL consultato il 18 novembre 2018.
3. ↑  (EN) FAQ/RULES - The Game Awards, in The Game Awards. URL consultato il 18 novembre 2018 (archiviato dall'url originale il 18 ottobre 2018).
4. ↑   The Game Awards 2018: tutti i vincitori, su IGN Italia, 7 dicembre 2018. URL consultato il 7 dicembre 2018.